# Беттола
Беттола (итал. Bettola, эмил.-ром. La Bëtla) — коммуна в Италии, в регионе Эмилия-Романья, подчиняется административному центру Пьяченца.
Население составляет 3195 человек, плотность населения — 26 чел./км². Занимает площадь 122 км². Почтовый индекс — 29021. Телефонный код — 0523.
Покровительницей коммуны почитается Пресвятая Богородица (Madonna della Quercia), празднование в первое воскресение сентября.